# Ad Tak
Adrianus Johannes "Ad" Tak (nascido em 8 de junho de 1953) é um ex-ciclista holandês, que foi ativo entre 1973 e 1985. Competiu nos Jogos Olímpicos de Montreal 1976 e terminou em 50º na prova de estrada (individual).